# Zdenek Seydl
Zdenek Seydl, né le 29 avril 1916 à Třeboň, et mort le 17 juin 1978 à Dobřichovice, est un artiste-peintre, pastelliste, graveur et illustrateur tchécoslovaque.

## Biographie
Zdenek Seydl a travaillé dans divers médias, y compris les bandes dessinées et les films de marionnettes. Comme peintre et graveur à la pointe sèche, il adapte volutes et arabesques Jugendstil à la représentation des animaux.